# Dolby Atmos

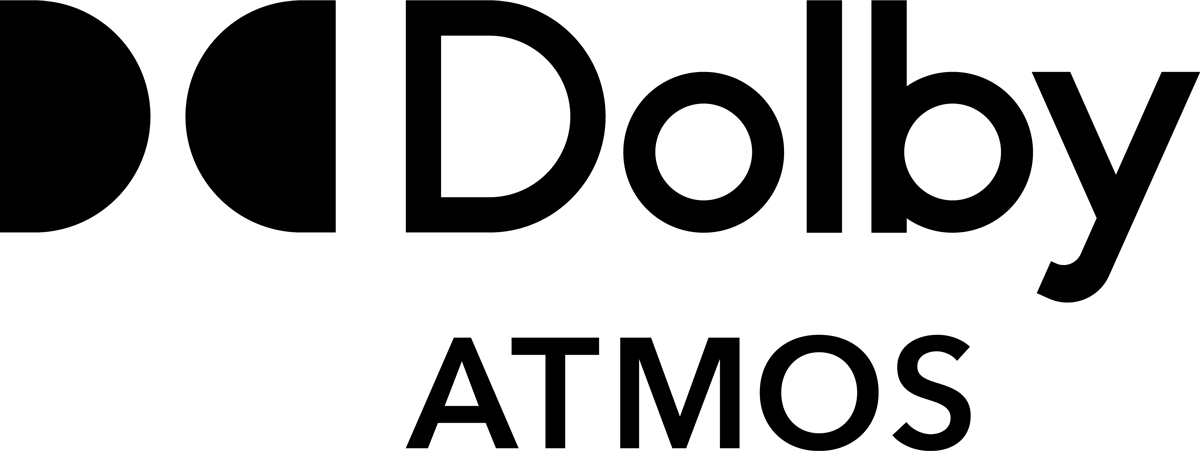
Logo Dolby Atmos

Dolby Atmos – technologia dźwięku obiektowego, stworzona przez firmę Dolby Laboratories w kwietniu 2012 roku. Została po raz pierwszy wykorzystana w filmie Merida waleczna wytwórni Pixar. Pierwszą instalację wykonano w Teatrze Dolby w Hollywood na potrzeby premiery filmu Merida waleczna w czerwcu 2012 r. W 2012 roku istniało około 25 instalacji Dolby Atmos na całym świecie. Liczba ta wzrosła do 300 miejsc w 2013 roku. W 2016 było ich ponad 1600.
Technologia Dolby Atmos teoretycznie pozwala na przesyłanie do sal kinowych nieograniczonej liczby ścieżek audio, które są dynamicznie przekazywane do głośników w oparciu o możliwości kina. Oznacza to, iż Atmos pozwala realizatorowi dźwięku (za pomocą specjalnej wersji oprogramowania Pro Tools lub Pyramix dla cyfrowej stacji roboczej) na wyznaczenie konkretnej lokalizacji w sali kinowej, jako przestrzeni trójwymiarowej, z której określony dźwięk powinien być słyszany przez odbiorcę. Dźwięki otoczenia pozostają oddzielnie miksowane wstępnie w tradycyjnym formacie wielokanałowym. Podczas odtwarzania, system Atmos łączy wszystkie ścieżki w czasie rzeczywistym, aby tworzyć wrażenie, że każdy dźwięk pochodzi z wcześniej wyznaczonego miejsca, w sposób dostosowany do konkretnej konfiguracji głośników danej sali kinowej.
Pierwsza generacja sprzętu do kina, "Dolby Atmos Cinema Processor" obsługuje do 128 niezależnych ścieżek audio i do 64 różnych głośników. Technologia ta była początkowo kierowana do kin komercyjnych, ale później została także dostosowana do potrzeb kina domowego. Oprócz odtwarzania standardowych ścieżek dźwięku przestrzennego 5.1 lub 7.1 (za pomocą tablic konwersji), system generuje dla każdego głośnika unikalną ścieżkę dźwiękową, co umożliwia zastosowanie wielu nowych przednich, bocznych, a nawet umieszczonych na suficie kanałów wertykalnych dla dokładnego pozycjonowania wybranych dźwięków, takich jak przelot helikoptera czy deszcz a nawet silniki .